# レフュジオの戦い
レフュジオの戦い（レフュジオのたたかい、英語: Battle of Refugio）は、1836年3月12日から3月15日までにテキサス州レフュジオ近くで起こった戦闘。ホセ・デ・ウレア将軍と1,500名のメキシコ軍が、エイモン・バトラー・キングと28名の志願兵部隊、ウィリアム・ワード中佐とおよそ120名の部隊と戦った。テキサス革命のゴリアド戦役のひとつとして、戦闘は、メキシコ軍の勝利に帰着し、テキサスの反乱軍はバラバラになった。

## 背景
ジェームス・ファニン大佐と彼の兵士は、古いプレシディオ・ラバイアの要塞を強化していて、その名前を「デファイアンス砦」に変えた。初期の戦闘で捕らえられたフランシス・W・ジョンソンとジェームス・グラント指揮下のテキサス軍部隊の悲運のニュースは、ゴリアドに集まった志願兵を奮起させるどころかむしろ混乱させた。さらに悪いことに、ファニンはウレアの進軍で反乱を支持する入植者が危機にさらされていることを知った。
3月10日、彼は残された家族を救出してゴリアドへ案内するため、エイモン・B・キングと馬車を率いた小部隊を派遣した。キングは、当地のメキシコ軍が想像されたものより大規模であることを知り、レフュジオの古い伝道所に避難している間、ファニンに援軍を求めた。ファニンは、ジョージア大隊の司令官、ウィリアム・ワードをキングの救援のため派遣した。ワードがレフュジオに到着すると、二人の将校の間で、統率に関して諍いが起きた。この内乱は、いくつかの小さい分遣隊に分裂した反乱者を生み、その後彼らは敗北し、生存者はウレアの部隊に捕らえられた。テキサス軍の大多数は、キングとワードの諍いの後に発生した一連の小衝突で殺されるか捕らえられ、数名は後にゴリアドの虐殺で処刑された。

テキサス革命